# Borzja (település)
Borzja (oroszul: Борзя) város Oroszország ázsiai részén, a Bajkálontúli határterületen, a Borzjai járás székhelye.

## Elhelyezkedése
A Borzja (az Onon mellékfolyója) bal partján, Csitától kb. 350 km-re délkeletre helyezkedik el, a mongol határhoz közel. A városon át vezet a Csita és a kínai határon fekvő Zabajkalszk közötti A-350 jelű autóút. Vasútállomás a Bajkálontúli vasútvonalon (Забайкальская железная дорога). 
Mintegy 50 km-re a várostól található a Dauria Természetvédelmi Terület.

## Földrajz

### Éghajlat
| Hónap                         | Jan.  | Feb.  | Már.  | Ápr.  | Máj.  | Jún. | Júl. | Aug. | Szep. | Okt.  | Nov.  | Dec.  | Év    |
| ----------------------------- | ----- | ----- | ----- | ----- | ----- | ---- | ---- | ---- | ----- | ----- | ----- | ----- | ----- |
| Rekord max. hőmérséklet (°C)  | −2,5  | 7,1   | 18,1  | 30,1  | 37,2  | 41,4 | 40,3 | 39,3 | 34,4  | 25,8  | 12,3  | 4,4   | 41,4  |
| Átlagos max. hőmérséklet (°C) | −18,4 | −12,2 | −2,2  | 9,2   | 18,0  | 24,3 | 26,0 | 23,7 | 17,0  | 7,2   | −5,9  | −15,8 | 6,0   |
| Átlaghőmérséklet (°C)         | −25,8 | −20,9 | −10,5 | 1,7   | 9,8   | 16,8 | 19,4 | 17,1 | 9,6   | 0,0   | −12,8 | −22,8 | −1,4  |
| Átlagos min. hőmérséklet (°C) | −33,2 | −29,5 | −18,8 | −5,9  | 1,6   | 9,2  | 12,8 | 10,4 | 2,3   | −7,1  | −19,8 | −29,8 | −8,9  |
| Rekord min. hőmérséklet (°C)  | −47,2 | −49,0 | −38,2 | −23,0 | −11,9 | −4,3 | 1,7  | −2,8 | −13,8 | −26,4 | −41,1 | −45,7 | −49,0 |
| Átl. csapadékmennyiség (mm)   | 3     | 2     | 4     | 11    | 19    | 52   | 85   | 67   | 34    | 8     | 5     | 5     | 294   |
| Forrás: Погода Борзя          |       |       |       |       |       |      |      |      |       |       |       |       |       |

## Története
A település a 18. században keletkezett. A vasútvonal megépítése (1899) után a Bajkálontúl délkeleti részének jelentős kereskedelmi és közlekedési (szállítási) központja volt. 1924-ben ujezd székhelye, 1928-ban járási székhely lett, 1950-ben kapott városi rangot. 

## Népessége
- 2002-ben 31 460 fő[2]
- 2010-ben 31 379 fő volt.[3]